# 龙王庙与戏楼 (刘公岛)
龙王庙与戏楼，位于山东省威海市环翠区刘公岛，为全国重点文物保护单位“刘公岛甲午战争纪念地”之一。现隶属中国甲午战争博物馆。

## 历史
龙王庙与戏楼位于北洋海军提督署以西100米。始建于明朝，准确年代已不可考。1888年北洋海军成立，海军提督丁汝昌及陆军将领戴宗骞、张文宣等捐资，驻岛军民重修龙王庙，格局保留至今。沿海居民信奉龙王，旧时农历正月初一或六月十三日龙王生日，岛内外渔民来此进香，祈求龙王保佑平安。船只凡在岛上停靠，均来此拈香。节日期间常在此演戏。北洋海军同样信奉龙王，每次出海都来此祭祀。
1895年甲午战争威海卫保卫战中，丁汝昌自杀殉国，灵柩曾经暂厝龙王庙西厢房内，灵柩运走后，岛民在此设丁汝昌牌位，四时祭祀，所以龙王庙又称丁公祠。
1898年到1940年，英国强租刘公岛42年，龙王庙被英国人占用，曾一度又被称作刘公庙，因为庙门处立了块木牌，上书“刘公刘母庙”。其实建于明代的刘公庙本来位于刘公岛东村以东路北的一个小高地上。英国人不遵租约约定，在1917年至1918年间将刘公岛上的于、丛、姜、苗、王五大姓200多户逐出岛外，将这些岛民在岛上的土地、坟地全部收购。英国人怕岛民以拜庙为名再登岛，乃“神随庙移”，把岛上全部庙神迁到岛外的北沟村。在岛外的庙宇建成前，刘公庙的刘公刘母神像暂移龙王庙内。岛上的刘公庙原庙址被市区神道口人王金玉租用改为“三和饭店”，后来又被英军改为排长的娱乐处。岛外的刘公庙建成后，刘公刘母神像迁到岛外，龙王庙被改为英国大医官办事房，另外替英国人当“大写”的荣成人邵景耀也住在此处，民众都叫他“邵帖写”（后来他去了北平）。一些广东人也常借这里聚会，一度给这里挂上“岭南会馆”（又称“广东会馆”）的牌子。
抗日战争时期，1938年3月22日，日伪军占领刘公岛，霸占岛上全部建筑。为利用丁汝昌的影响力拉拢青年参加汪精卫政权海军，乃将龙王塑像移到岛外陈家后沟，将龙王庙辟为“丁公纪念室”，正面墙上悬挂丁汝昌画像，供桌上摆放木主牌，前面摆放花圈及挽联等。正房西侧竖有丁汝昌“柔远安迩”功德碑。
1944年爆发了刘公岛汪伪海军起义。该年春夏，威海发生旱灾。汪伪海军威海卫要港司令鲍一民定在农历五月十三日（民间传说关帝磨刀之日）求雨，从威海卫请来戏班在龙王庙前演戏。祈雨仪式结束后，军官和太太小姐们坐在龙王庙南倒厅里看戏，士兵们只能汗流浃背地在露天看戏，汗臭味熏天。鲍一民的妻子大骂：“臭当兵的！这股酸臭味哟！……”士兵们听了极为生气。这时忽然下雨，士兵们又被雨淋，场面骚动。鲍一民的妻子见状又骂：“臭当兵的，沾光看戏还不老老实实看！”鲍二小姐也跟着骂。这次士兵们看戏受辱骂成为1944年11月5日郑道济领导的汪伪海军起义的导火索。起义部队后参加八路军，成立为胶东军区海军支队。
1999年维修戏楼，重新彩绘油漆。2000年，根据历史照片资料恢复了龙王庙正门前两侧旗杆。

## 建筑
龙王庙平面呈中轴对称，为四合院布局，有大门、倒座房、正殿、东西厢房等，合计房屋14间。龙王庙大门前约17米处，有戏楼一座。龙王庙、戏楼及广场占地面积大约1700平方米。戏楼是龙王庙的附属建筑，类型为神庙戏楼，由前台和后台构成，前台和后台建在毛石砌筑的台基上。前台平面呈正方形，面积约34平方米，挑檐式歇山顶，用四根高4米的青石柱支撑，柱上阳刻楹联为：“龙袍乌纱帽如花石斑斓辉光照耀玉皇阁，奏响管弦声似波涛汹涌音韵传闻望海楼。”正中拱额为“寰海镜清”。后台有化妆室，两开间，南面两窗，北面西间开门。该戏楼是威海仅存的清式戏楼。戏楼西北有株朴树，树龄超过百年，高12米，树围1米多。
龙王庙有前后殿、东西厢房，均为举架木砖结构。龙王庙正殿朱门漆柱，屋顶为一殿一卷式，屋脊上有吻兽。殿内供奉东海龙王塑像，两旁分别是龟丞相、巡海夜叉。东西两侧内山墙上分别彩绘《三国演义》和《封神演义》情节壁画。现在庙内塑像是1987年重塑。
东厢房内的“柔远安迩”、“治军爱民”两块石碑，是光绪十六年（1890年）夏季刘公岛绅商分别为海军提督丁汝昌和北洋护军统领张文宣立的德政碑，文化大革命期间，“柔远安迩”碑被砸断，两碑被当作铺路石，1980年代被发现，移存龙王庙东厢房内。